# Lars Onsager
Lars Onsager (Kristiania, 27 novembre 1903 – Coral Gables, 5 ottobre 1976) è stato un chimico e fisico norvegese naturalizzato statunitense, vincitore del premio Nobel per la chimica nel 1968.

## Biografia

### Prima dell'arrivo negli Stati Uniti
Figlio di un avvocato, dopo aver completato le scuole secondarie a Oslo, frequentò l'Istituto norvegese di Tecnologia di Trondheim laureandosi nel 1925 in ingegneria chimica.
Nel 1925 giunse alla correzione della teoria di Debye-Hückel sulle soluzioni elettrolitiche in modo da tener conto del moto browniano degli ioni in soluzione, e pubblicò i suoi risultati nel 1926. Fece un viaggio a Zurigo, dove Peter Debye insegnava, e confrontandosi con lui gli disse che la sua teoria era errata. Questi rimase talmente impressionato che lo invitò a diventare suo assistente presso il Politecnico federale di Zurigo dove egli rimase fino al 1928.

### Presso la Johns Hopkins University
Nel 1928 si recò negli Stati Uniti per una cattedra presso l'Università Johns Hopkins (JHU) di Baltimora. Alla JHU dovette tenere i corsi base di chimica e divenne presto chiaro che, pur essendo un genio nello sviluppo di teorie, non aveva alcun talento per l'insegnamento. Venne licenziato dal suo incarico dalla stessa JHU dopo solo un semestre.

### Presso l'Università Brown
Dopo aver lasciato la JHU, ottenne una cattedra di meccanica statistica per studenti laureati in chimica pressò l'Università Brown (Providence), ma il suo talento nell'insegnamento a studenti avanzati non si rivelò migliore di quello dimostrato con le matricole; tuttavia diede un contributo significativo sia alla meccanica statistica sia alla termodinamica. L'unico studente che realmente comprese le sue lezioni sui sistemi elettrolitici, Raymond Fuoss, lavorò con lui e infine lo raggiunse alla facoltà di chimica di Yale.
 Nel 1933 a seguito della grande depressione, che limitò le possibilità della Brown di finanziare chi era esclusivamente ricercatore e non docente, dovette lasciare la Brown, ma venne assunto dopo un viaggio in Europa dalla Università di Yale, dove rimase per la maggior parte del resto della sua vita, ritirandosi nel 1972.
Il suo lavoro alla Brown riguardò principalmente gli effetti sulla diffusione del gradiente di temperatura e giunse a quelle che vennero chiamate relazioni reciproche di Onsager: un insieme di equazioni pubblicate nel 1929 la cui importanza non venne riconosciuta per molti anni. Comunque il loro valore divenne evidente nella decade successiva alla seconda guerra mondiale e nel 1968 gli valsero la vincita del premio Nobel per la chimica.
Nel 1933, appena prima di sistemarsi a Yale, si recò in Austria in visita all'elettrochimico Hans Falkenhagen. Conobbe la cognata di Falkenhagen, Margrethe Arledter, e si sposarono il 7 settembre del 1933: ebbero tre figli e una figlia.

### Yale e gli ultimi anni
A Yale si trovò in un'imbarazzante situazione: era stato assunto come un dottore di ricerca, ma si scoprì che non aveva mai conseguito un dottorato di ricerca. Nonostante avesse inviato un abbozzo del lavoro svolto all'Istituto norvegese di Tecnologia, avevano stabilito che era troppo incompleto per qualificarlo come una tesi di dottorato. Gli venne detto che poteva, comunque, presentare alla facoltà di Yale una delle sue pubblicazioni al posto di un nuovo progetto di ricerca. La sua tesi di dottorato andò oltre le capacità di comprensione della facoltà di chimica e fisica, e soltanto quando alcuni membri del dipartimento di matematica insistettero dicendo che quel lavoro a loro bastava per conferirgli il dottorato se il dipartimento di chimica non avesse voluto, nel 1935 ottenne il dottorato di ricerca in chimica. Addirittura prima di conseguire il dottorato di ricerca, nel 1934, venne nominato assistente e promosso professore associato nel 1940. Velocemente mostrò alla Yale la stessa peculiarità che aveva avuto alla JHU e alla Brown: produceva brillanti ricerche teoriche, ma non era capace di tenere una lezione a un livello tale che gli studenti (perfino laureati) potessero comprendere. Inoltre non fu in grado di dirigere la ricerca di studenti laureati con l'eccezione di alcuni particolarmente capaci.
Verso la fine del 1930, il lavoro di Onsager cambiò direzione verso la teoria del dipolo dei dielettrici, perfezionando un'altra area che era stata studiata da Peter Debye. Tuttavia quando, nel 1936, inviò il suo articolo a un giornale di cui Debye curava l'edizione, venne rifiutato; Debye non accettò le idee di Onsager fin dopo la seconda guerra mondiale. Nel 1940 studiò la teoria della meccanica statistica delle transizioni di fase nei solidi, risolvendo in particolare il modello di Ising in due dimensioni, mediante un'elegante teoria matematica che venne accolta con entusiasmo.
Nel 1945 Onsager ottenne la cittadinanza americana, e nello stesso anno venne insignito del titolo di J. Willard Gibbs Professor of Theoretical Chemistry. Ciò fu particolarmente appropriato perché Onsager diede i suoi contributi più importanti nella meccanica statistica e nella fisica dello stato condensato di cui Gibbs era stato uno dei più importanti pionieri, e come lui s'impegnava nell'applicazione dell'analisi matematica a problemi di fisica della materia e chimica.
Dopo la seconda guerra mondiale Onsager cambiò area d'interesse. Propose nel 1949 una spiegazione teorica della superfluidità dell'elio liquido; due anni più tardi il fisico Richard Feynman, indipendentemente, avrebbe proposto la stessa teoria. Lavorò anche sulle teorie dei cristalli liquidi e sulle proprietà elettriche del ghiaccio. Nel 1958 gli è stata assegnata la medaglia Lorentz.
A 70 anni, nel 1973, Onsager si ritirò come professore emerito di Yale. Venne nominato Distinto Professore Universitario all'Università di Miami (Florida). Rimase in Florida fino alla sua morte sopraggiunta tre anni più tardi per un arresto cardiaco. A lui l'APS ha intitolato il premio Lars Onsager per la fisica statistica, assegnato a partire dal 1995.